# Loi de mobilisation générale de l'État
 (mai 2025).
Si vous disposez d'ouvrages ou d'articles de référence ou si vous connaissez des sites web de qualité traitant du thème abordé ici, merci de compléter l'article en donnant les références utiles à sa vérifiabilité et en les liant à la section « Notes et références ».

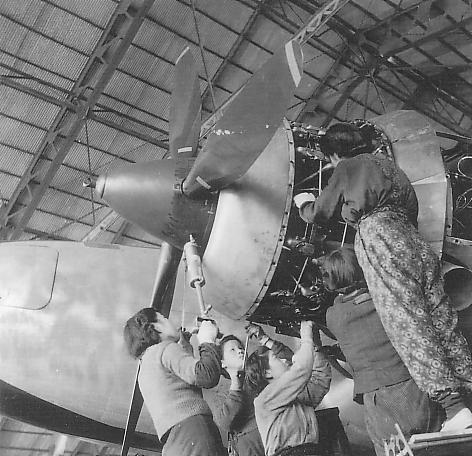
Citoyens mobilisés, 1944

La loi de mobilisation générale de l'État (国家総動員法, Kokka Sōdōin Hō) fut votée par la diète du Japon le 24 mars 1938 pour permettre à l'économie du Japon de devenir une économie de guerre à la suite du déclenchement de la guerre sino-japonaise (1937-1945).
La loi comprend cinq clauses qui permettaient au gouvernement de Meiji de contrôler les organisations civiles (y compris les syndicats), de nationaliser les industries stratégiques, de maîtriser les prix et le rationnement et de contrôler les médias. La loi accordait au gouvernement des budgets illimités pour subventionner la production de guerre et pour compenser les pertes de l'industrie causées par la mobilisation nationale. Dix-huit des cinquante articles de la loi décrivent des sanctions contre les contrevenants.
La loi fut d'abord accusée d'être anticonstitutionnelle lors de son introduction à la diète en janvier 1938, mais fut votée du fait d'une forte pression de l'armée et elle prit effet en mai 1938. Elle fut abolie le 20 décembre 1945 par les forces alliées après la reddition du Japon.
L'ordonnance sur le service militaire (国民徴用令, Kokumin Choyo rei) est une loi supplémentaire promulguée par le premier ministre Fumimaro Konoe dans le cadre de la loi de mobilisation générale de l'État. Elle donnait au gouvernement le droit de mobiliser des travailleurs civils pour assurer l'approvisionnement de l'industrie de l'armement, avec des exceptions pour les handicapés physiques ou mentaux.
Le programme fut organisé par le ministère du Bien-être, et au maximum 1 600 000 hommes et femmes furent mobilisés, et 4 500 000 travailleurs furent requalifiés comme mobilisés (et ils n'avaient pas le droit de démissionner). L'ordonnance fut remplacée par la ordonnance nationale de mobilisation au travail (国民勤労動員令) de mars 1945, qui fut abolie le 20 décembre 1945 par les forces alliées.